# 薩帕萊里峰

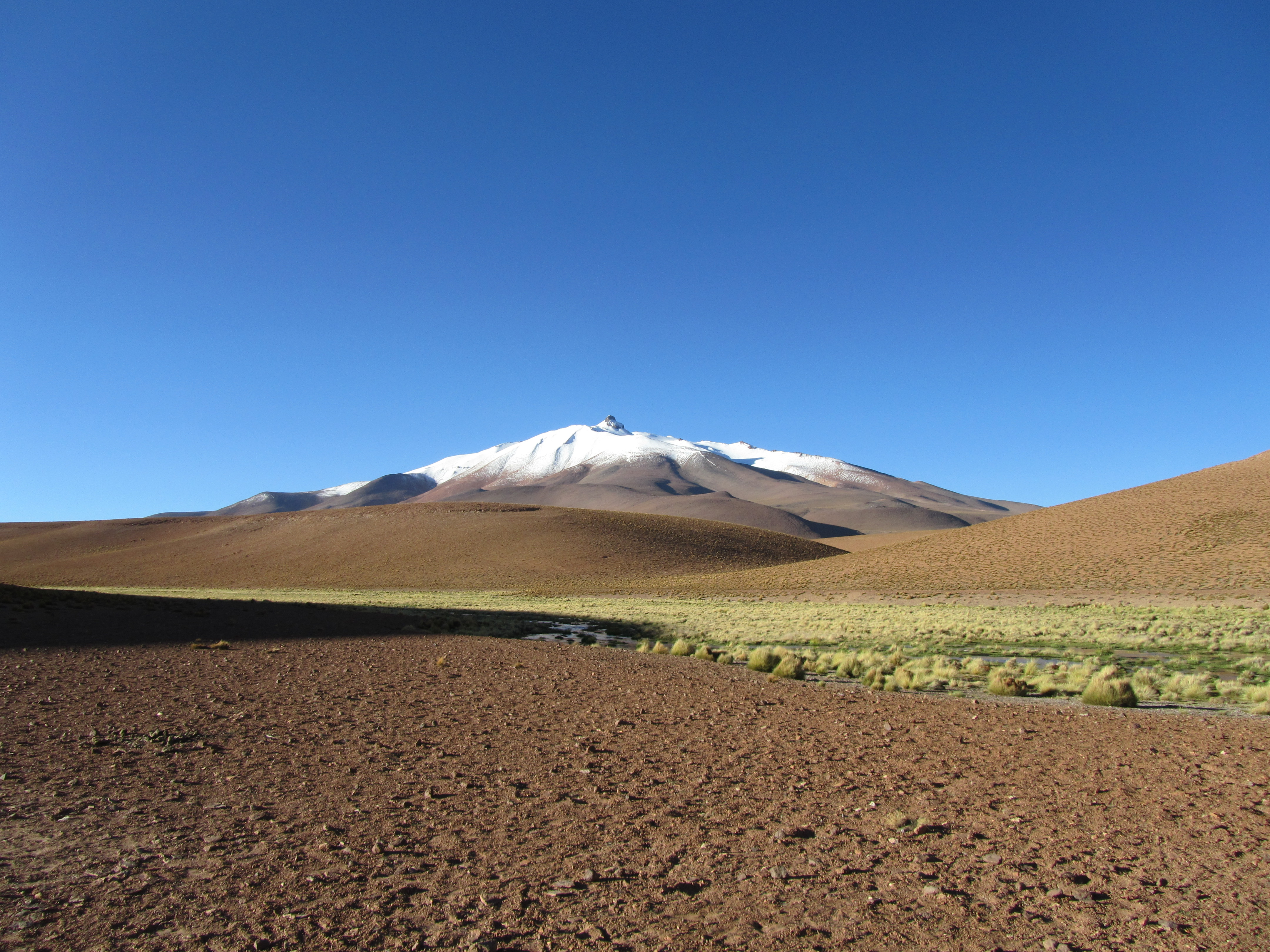

薩帕萊里峰（西班牙語：Cerro Zapaleri）是南美洲的火山，位於阿根廷、玻利維亞和智利接壤的邊境，由波托西省、胡胡伊省和安托法加斯塔大區負責管轄，屬於安第斯山脈的一部分，海拔高度5,653米。